# Бирсешть (комуна)
Бирсешть, Бирсешті (рум. Bârsești) — комуна у повіті Вранча в Румунії. До складу комуни входять такі села (дані про населення за 2002 рік):
- Бирсешть (1026 осіб)
- Топешть (548 осіб)

Комуна розташована на відстані 171 км на північ від Бухареста, 42 км на північний захід від Фокшан, 113 км на північний захід від Галаца, 92 км на схід від Брашова.

## Населення
За даними перепису населення 2002 року у комуні проживали 3289 осіб.
Національний склад населення комуни:
| Національність | Кількість осіб | Відсоток |
| -------------- | -------------- | -------- |
| румуни         | 3284           | 99,8%    |
| турки          | 3              | 0,1%     |
| угорці         | 2              | 0,1%     |

Рідною мовою назвали:
| Мова      | Кількість осіб | Відсоток |
| --------- | -------------- | -------- |
| румунська | 3285           | 99,9%    |
| турецька  | 3              | 0,1%     |
| угорська  | 1              | < 0,1%   |

Склад населення комуни за віросповіданням:
| Релігія       | Кількість осіб | Відсоток |
| ------------- | -------------- | -------- |
| православні   | 3284           | 99,8%    |
| мусульмани    | 3              | 0,1%     |
| римо-католики | 1              | < 0,1%   |
| адвентисти    | 1              | < 0,1%   |